# والتر هام
فالتر هام (21 ديسمبر 1894 - 11 أغسطس 1951) كان جنرالًا ألمانيًا خلال الحرب العالمية الثانية، وكان يحمل عدة أوامر على مستوى الفرق والفيالق. وقد حصل على وسام الفارس الصليبي الحديدي بأوراق البلوط لألمانيا النازية.

## الجوائز والأوسمة
- الصليب الحديدي (1914) الدرجة الثانية (3 ديسمبر 1914) والدرجة الأولى (4 سبتمبر 1917) [1]
- مشبك الصليب الحديدي (1939) الدرجة الثانية (27 مايو 1940) والدرجة الأولى (12 يونيو 1940)
- وسام الفارس الصليبي الحديدي بأوراق البلوط
  - صليب الفارس في 15 نوفمبر 1941 بصفته أوبرست وقائد فرقة المشاة 480 [2]
  - 676th باوراق البلوط في 9 ديسمبر 1944 باعتباره جينيرال لوتنانت وقائد عام فرقة المشاة 389 [3]

### اقتباسات
1. ↑  Thomas 1997, p. 240.
2. ↑  Fellgiebel 2000, p. 175.
3. ↑  Fellgiebel 2000, p. 78.

### قائمة المراجع
- Fellgiebel, Walther-Peer (2000) [1986]. Die Träger des Ritterkreuzes des Eisernen Kreuzes 1939–1945 — Die Inhaber der höchsten Auszeichnung des Zweiten Weltkrieges aller Wehrmachtteile [The Bearers of the Knight's Cross of the Iron Cross 1939–1945 — The Owners of the Highest Award of the Second World War of all Wehrmacht Branches] (بالألمانية). Friedberg, Germany: Podzun-Pallas. ISBN:978-3-7909-0284-6.
- Thomas, Franz (1997). Die Eichenlaubträger 1939–1945 Band 1: A–K [The Oak Leaves Bearers 1939–1945 Volume 1: A–K] (بالألمانية). Osnabrück, Germany: Biblio-Verlag. ISBN:978-3-7648-2299-6.

| مناصب عسكرية    | مناصب عسكرية                | مناصب عسكرية    |
| --------------- | --------------------------- | --------------- |
| سبقه {{{سبقه}}} | {{{العنوان}}} {{{الأعوام}}} | تبعه {{{تبعه}}} |
| سبقه {{{سبقه}}} | {{{العنوان}}} {{{الأعوام}}} | تبعه {{{تبعه}}} |
| سبقه {{{سبقه}}} | {{{العنوان}}} {{{الأعوام}}} | تبعه {{{تبعه}}} |
| سبقه {{{سبقه}}} | {{{العنوان}}} {{{الأعوام}}} | تبعه {{{تبعه}}} |